# Condado de Grant (Nebraska)
El condado de Grant (en inglés: Grant County), fundado en 1887 se le llamó Grant en honor al presidente Ulysses S. Grant, es un condado del estado estadounidense de Nebraska. En el año 2000 tenía una población de 747 habitantes con una densidad de población de 0,37 personas por km². La sede del condado es Hyannis.

## Geografía
Según la oficina del censo el condado tiene una superficie total de 2029 km² (783,4 mi²), de los que 2010 km² (776,06177606178 mi²) son tierra y 8 km² (3,08880309 mi²) (0,89%) son agua.

### Condados adyacentes
- Condado de Cherry - norte
- Condado de Hooker - este
- Condado de Arthur - sur
- Condado de Garden - oeste
- Condado de Sheridan - noroeste

## Demografía
Según el censo del 2000 la renta per cápita media de los habitantes del condado era de 34.821 dólares y el ingreso medio de una familia era de 37.011 dólares. En el año 2000 los hombres tenían unos ingresos anuales 26.319 dólares frente a los 14.417 dólares que percibían las mujeres. El ingreso por habitante era de 14.815 dólares y alrededor de un 9.70% de la población estaba bajo el umbral de pobreza nacional.

## Ciudades y pueblos
- Hyannis
- Ashby
- Whitman